# Kostel svatého Jakuba Staršího (Vílanec)
Kostel svatého Jakuba (případně také Kostel svatého Jakuba Staršího či Kostel svatého Jakuba Většího) se nachází na návrší na severním okraji obce Vílanec. Je to farní kostel římskokatolické farnosti Vílanec. Jde o jednolodní obdélný raně barokní kostel se středověkým jádrem a hranolovou věž. Ta je ukončena pětibokým presbytářem. Kolem kostela se nachází hřbitov a kostel je chráněn spolu s hřbitovem, zdí a barokní branou jako kulturní památka České republiky.

## Historie
Kostel byl postaven někdy na počátku 13. století, přibližně mezi lety 1240 a 1260, kostel má zřejmě od počátku tři oltáře, hlavní oltář je zasvěcen svatému Jakubovi, postranní oltáře jsou zasvěceny svatému Janu Křtiteli a Sejmutí Ježíše Krista. V roce 1545 byly pořízeny zvony do věže kostela. V 60. letech 17. století byl kostel upraven a přestavěn, byla upravena primárně věž. Kostel tak získal novou, barokní, podobu.
V roce 1857 byly do kostela pořízeny tři lustry a to na podnět pana Euratena. V roce 1856 byla také nově postavena na náklady tehdejšího faráře sakristie. Hřbitov u kostela byl používám do roku 1945, v roce 1968 pak byl hřbitov upraven a některé pomníky byly odneseny.